# سوزان هاموند بارني
سوزان هاموند بارني (بالإنجليزية: Susan Hammond Barney)‏ هي كاتِبة أمريكية، ولدت في 24 نوفمبر 1834، وتوفيت في 29 أبريل 1922 في بروفيدنس في الولايات المتحدة.